# Rätikon
Rätikonerne er en bjergkæde af Centralalperne beliggende på grænsen mellem Vorarlberg, Liechtenstein og Graubünden. Det er den geologiske grænse mellem de østlige og vestlige alper og strækker sig fra Montafon og så langt som til Rhinen. I syd er Prättigau grænsen og i nord Walgau. I øst grænser den op til Silvretta-grupperne.

## Toppe
De vigtigste toppe er:
- Schesaplana 2964 m
- Schiltfluh 2890 m
- Panüelerkopf 2859 m
- Drusenfluh 2829 m
- Madrisahorn 2830 m
- Sulzfluh 2820 m
- Wildberg 2788 m
- Zimbaspitze 2643 m
- Vorder Grauspitz 2599 m
- Falknis 2566 m
- Naafkopf 2571 m
- Hornspitze 2537 m

## Turisme
Rätikonerne er ualmindeligt gode områder til alpinsport såsom vandring, stå på ski (også off-piste, såkaldte Freeride-ture), Mountainbike, osv. Der er masser af kabelbaner som kan transportere dig til dit begyndelsessted. Der findes hytter og huse ("Alpenvereinshytte" - bemandede såvel som ubemandede), hvor man kan finde husly for natten. Disse er organiserede under Österreichischer Alpenverein. Mange af de hytter kræver en universalnøgle, som medlemmer får udleveret.
- Mittagspitze 2168m - 9,885°
- Dreitürme i August 2008
- Schwarzhorn 2460m - 9,870°
- Golmerjoch 2124m under Geißspitze

Du kan også prøve bjergbanerne:
I Montafon/Vorarlberg
- Lünerseebahn nær Brand
- Golmerbahn i Vadans/Tschagguns
- Bergbahnen Gargellen

I Grison/Graubünden
- Älplibahn Malans
- Seilbahn Fanas
- Madrisa Klosters Bergbahnen

## Eksterne Henvisninger
- Wikimedia Commons har flere filer relateret til Rätikon
- Österreichischer Alpenverein

| Bjerg | Spire Denne artikel om et bjerg eller en bjergkæde er en spire som bør udbygges. Du er velkommen til at hjælpe Wikipedia ved at udvide den. |

47°03′14″N 9°42′26″Ø / 47.0539°N 9.7072°Ø